# Список умерших в 1388 году

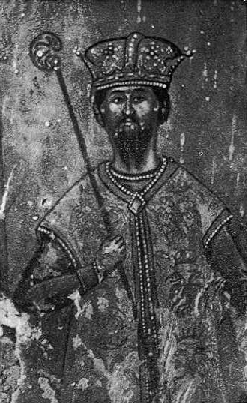
Карл Топия

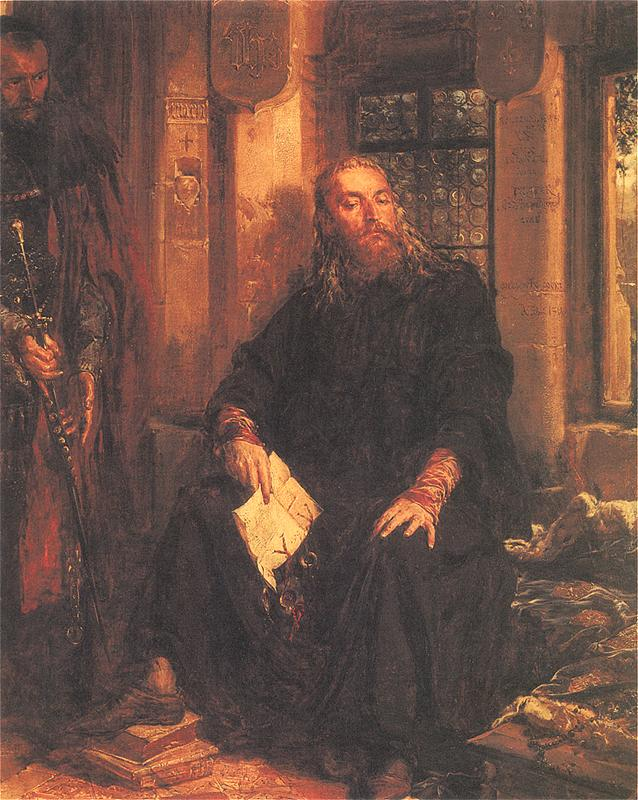
Владислав Белый

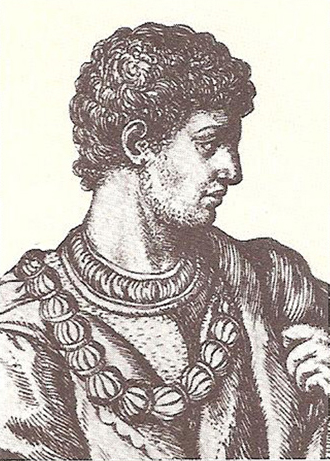
Никколо II д’Эсте

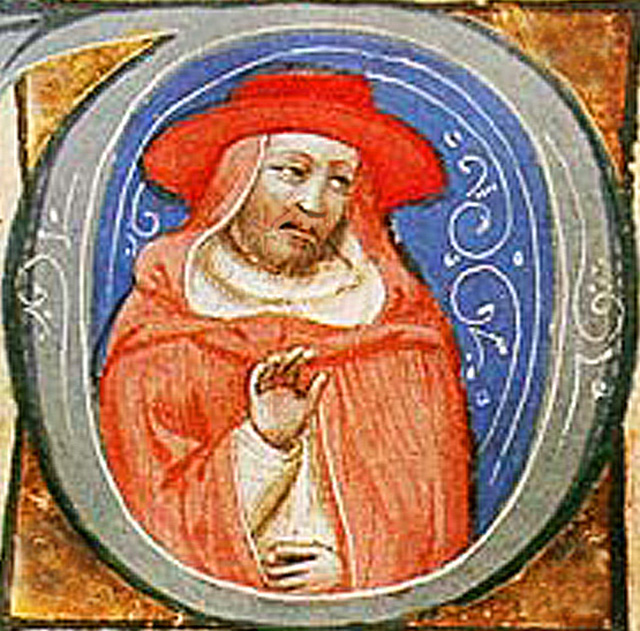
Анжелик де Гримоар

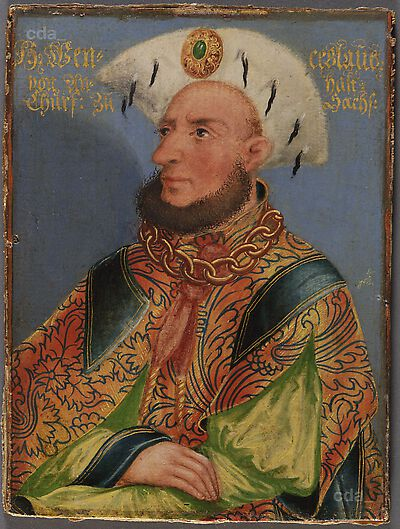
Венцель

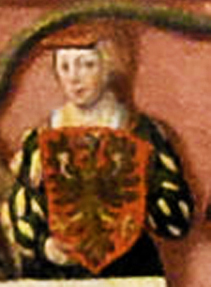
Маргарита Мазовецкая

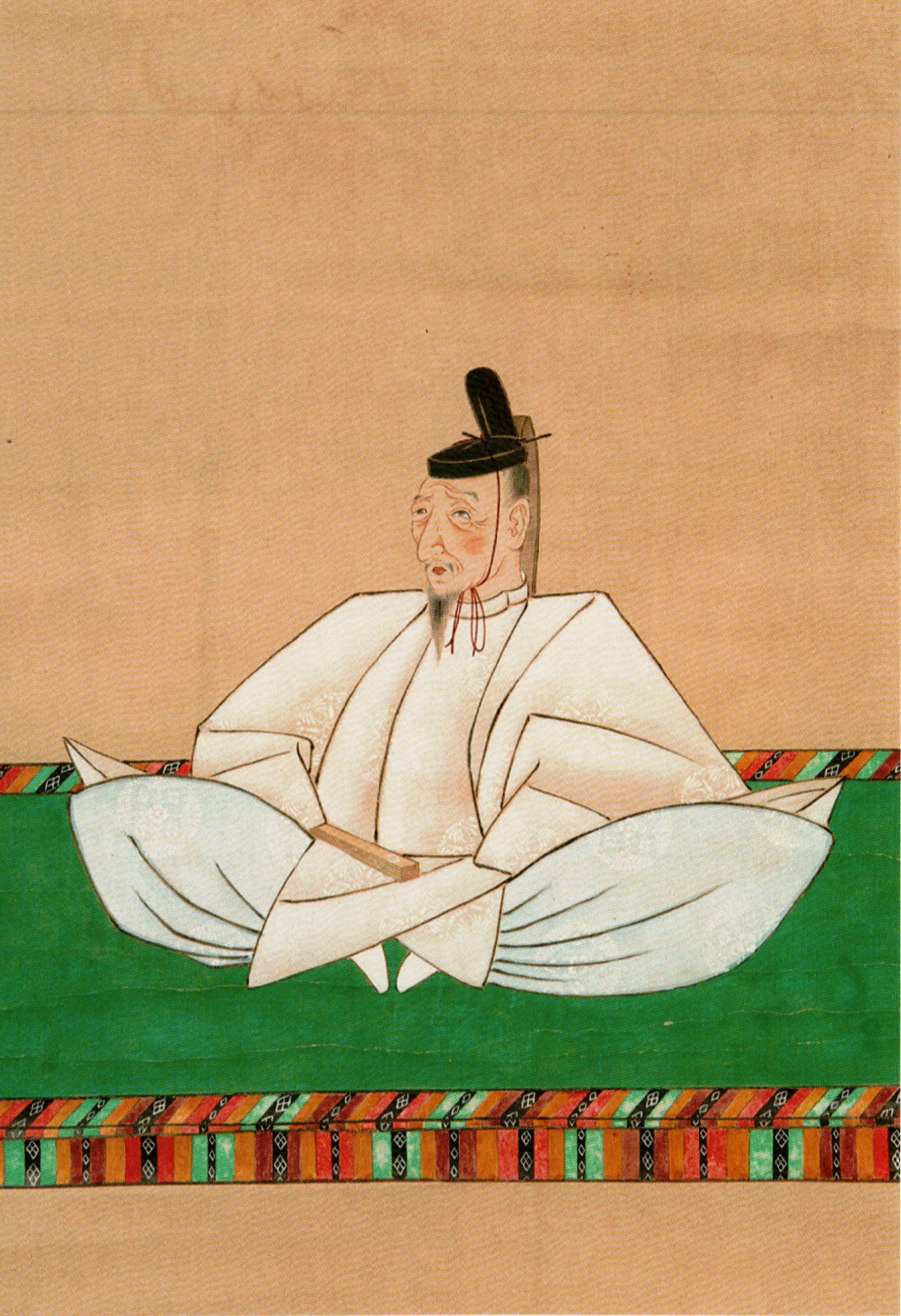
Нидзё Ёсимото

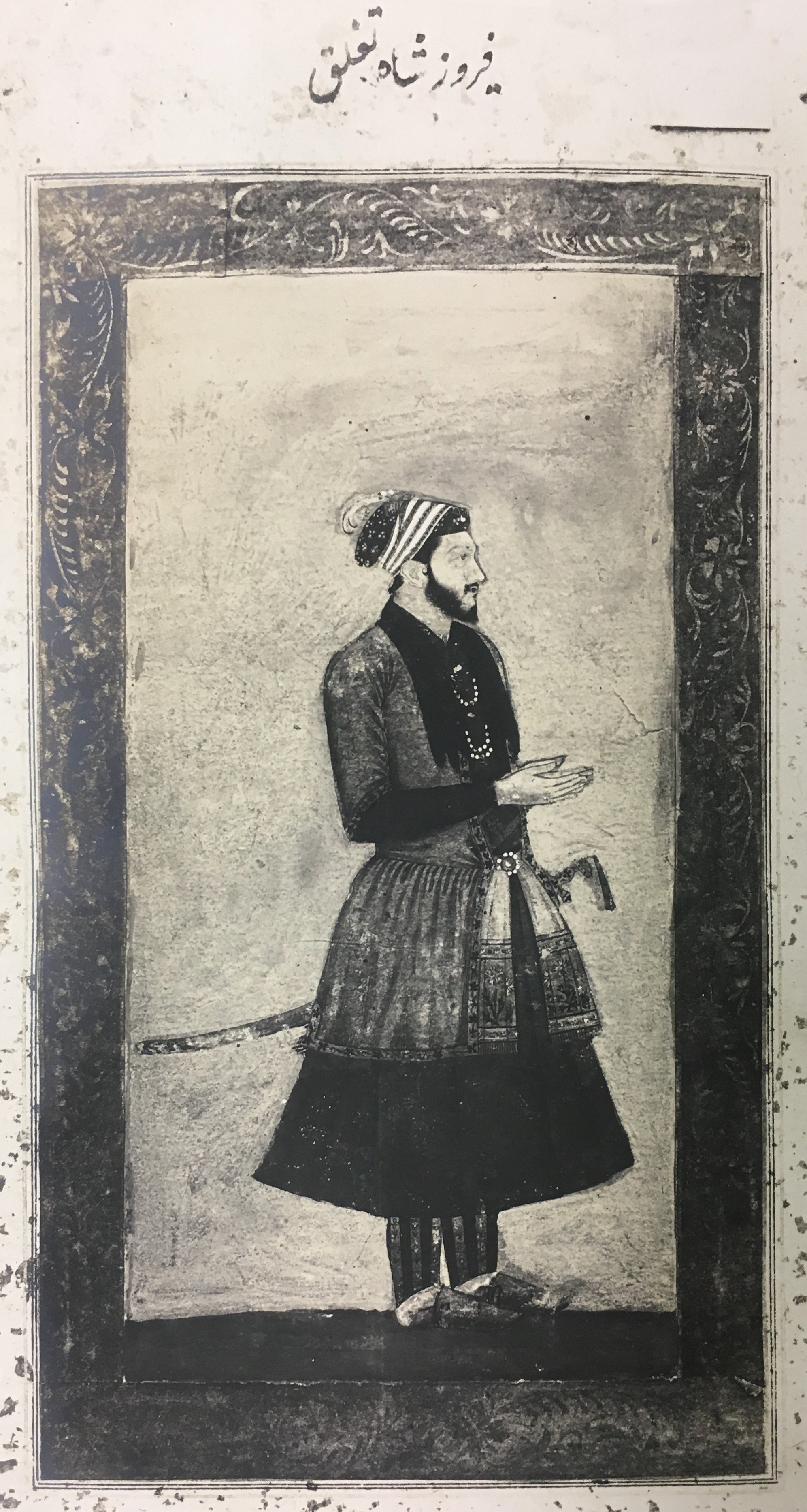
Фируз-шах Туглак

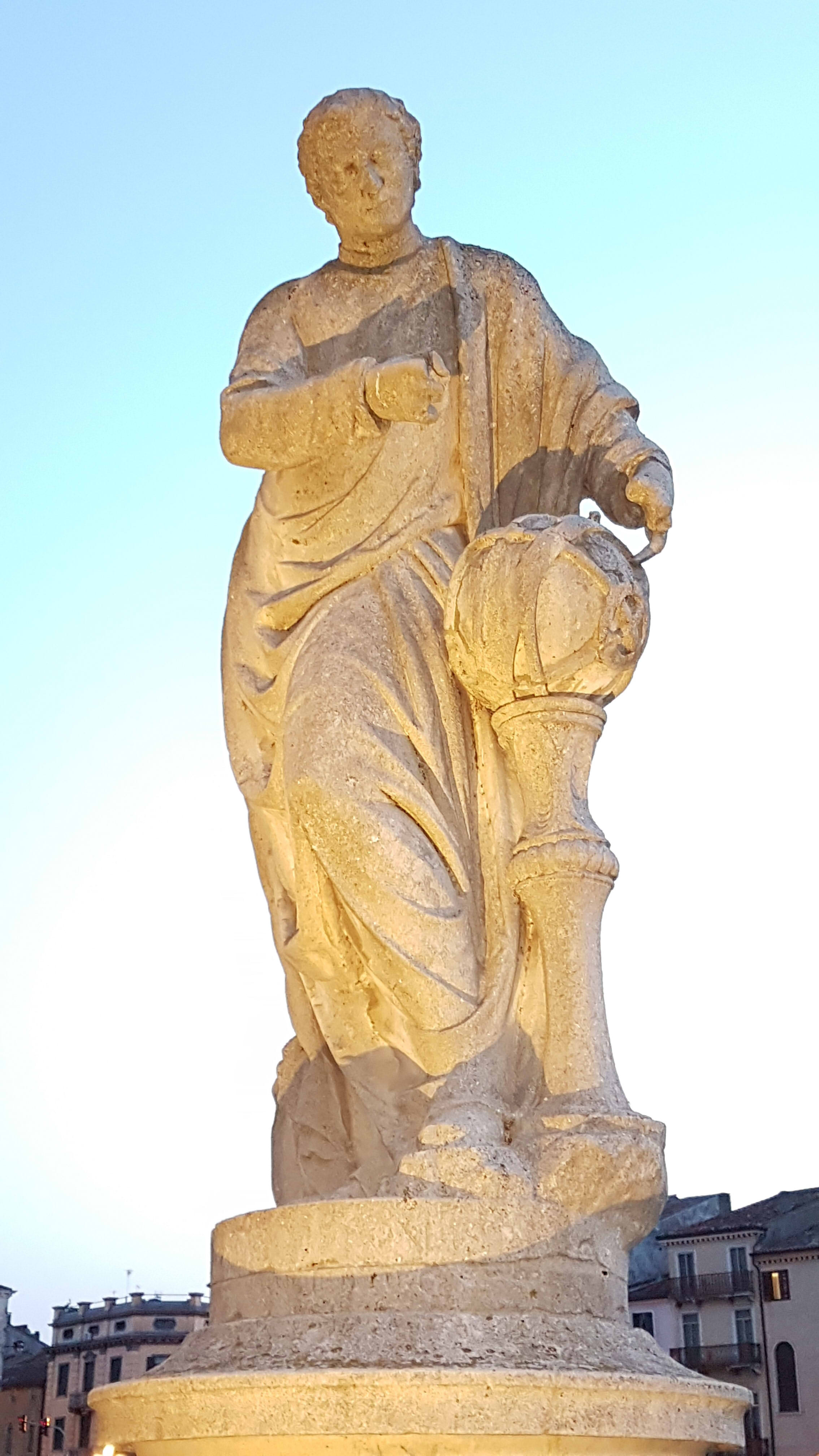
Джованни де Донди

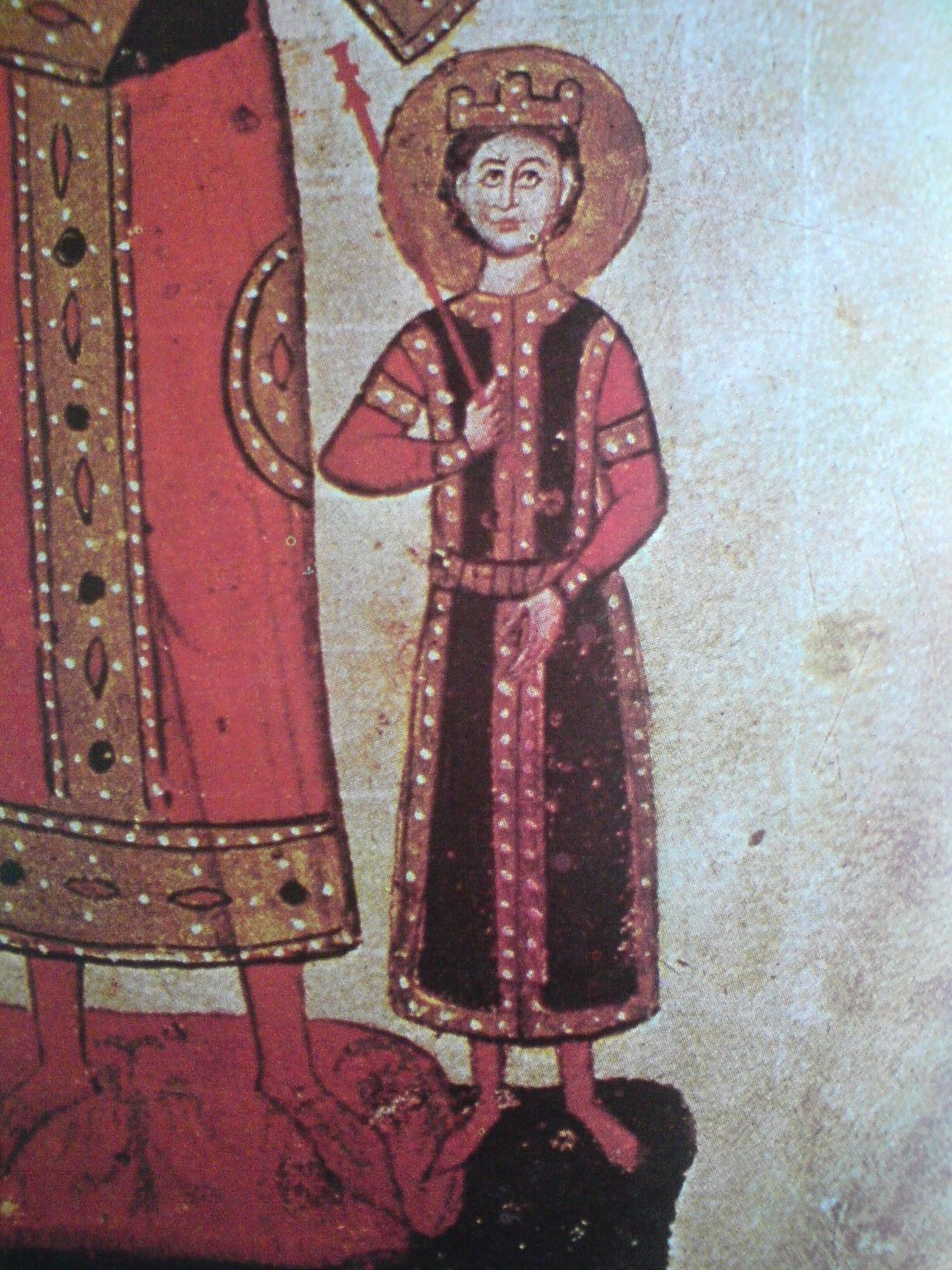
Иван Асень V

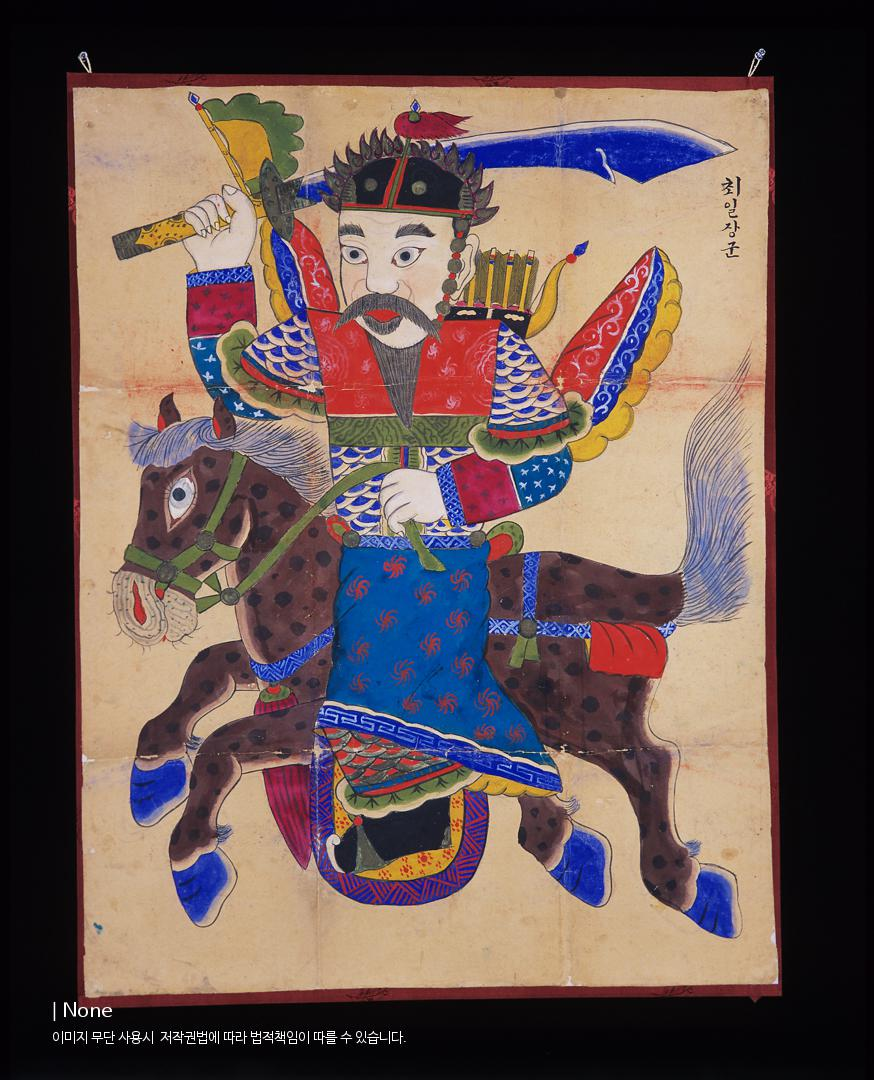
Чхве Ён

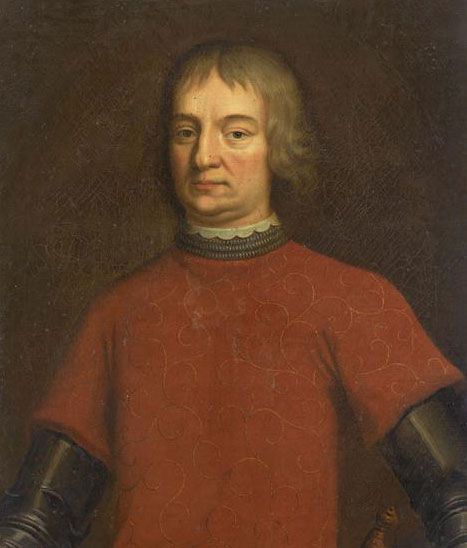
Эмери VI

В этой статье представлен список известных людей, умерших в 1388 году.
См. также: Категория:Умершие в 1388 году

## Январь
- 3 января — Альберти Бенедетто — правитель Флоренции (1378—1382).
- 30 января — Жанна д’Арманьяк — старшая дочь Жана I д’Арманьяка, в браке с Жаном I Великолепным — герцогиня Берри (1360—1388)
- Карл Топия — первый правитель Албанского княжества (1362—1382, 1385—1388)

## Февраль
- 1 февраля — Нил Керамевс — Константинопольский патриарх (1380—1388)
- 3 февраля — Генри де Феррерс (31) — английский аристократ, 4-й барон Феррерс из Гроуби (1371—1388). Участник Столетней войны.
- 29 февраля — Владислав Белый («король Ланселот») — князь гневковский (1347/1350 — 1363/1364), претендент на польский престол.

## Март
- 26 марта — Никколо II д’Эсте (49)  — маркиз Феррары, правитель Модены и Пармы (1361—1388).

## Апрель
- 13 апреля — Анжелик де Гримоар — французский куриальный кардинал, Епископ Авиньона (1362—1366), Кардинал-священник Сан-Пьетро-ин-Винколи (1366—1367), кардинал-епископ Альбано (1367—1388), декан Священной Коллегии Кардиналов (1373—1388).

## Май
- 5 мая — Саймон Бёрли — английский рыцарь, фаворит короля Ричарда II, кавалер ордена Подвязки, лорд-смотритель Пяти портов (1384—1387); казнён по приговору Безжалостного парламента.
- 11 мая — Венцель — герцог Саксен-Виттенбергский, курфюрст Саксонии (1370—1388).
- 14 мая — Маргарита Мазовецкая — силезская княжна из мазовецкой линии династии Пястов, герцогиня-консорт Померании-Слупска (1369—1377), жена Казимира IV, княгиня-консорт Бжега (1379—1388), жена Генриха VII Бжегского
- 21 мая — Куно II фон Фалькенштейн — курфюрст-архиепископ Трира (1362—1388), сложил архиепископский сан.
- 26 мая — Луи I д’Аркур — виконт де Шательро (1356—1388), сеньор д’Арсхот. Французский военачальник на стороне англичан, английский наместник Аквитании.

## Июль
- 16 июля — Нидзё Ёсимото — японский поэт, теоретик поэзии, общественный деятель.

## Август
- 4 августа — Роджер де Грей — английский аристократ, 2-й барон Грей из Ратина (1353—1388).
- 5 августа — Антонио делла Скала — последний самостоятельный правитель Вероны из династии Скалигеров (1375—1387); свергнут гражданами города.
- 10 августа — Робин фон Эльц — магистр Ливонского ордена (1385—1388).
- 14 августа — Джеймс Дуглас — шотландский барон, 2-й граф Дуглас (1384—1388), командующий в битве при Оттерберне; погиб в этой битве.
- 15 августа — Герасим — епископ Русской церкви, епископ Коломенский (1375—1388),  местоблюститель Московского митрополичьего престола (1379—1381)
- 31 августа — Нагачу — лидер урянхайцев, военачальник династии Северная Юань в Ляодуне и Маньчжурии.

## Сентябрь
- 26 сентября — Фируз-шах Туглак — делийский султан из династии Туглаков (1351—1388).

## Октябрь
- 8 октября — Адемар Фабри — епископ Женевы (1385—1388).
- 17 октября — Джон де Невилл — английский землевладелец и военачальник, 3-й барон Невилл из Рэби (1367—1388), стюард королевского двора (1372—1376), попечитель Шотландских марок (1368—1371, 1377—1383), сенешаль Гаскони  (1378—1380/1381).

## Декабрь
- Альбрехт IV Мекленбургский — герцог Мекленбурга (1383—1388)

## Дата неизвестна или требует уточнения
- Абу Исхак аш-Шатиби — грамматист, хадисовед, комментатор и законовед маликитского мазхаба.
- Бороморача I — король Аютии (1370—1388).
- Гуго II де Шалон-Арле — сеньор д’Арле (1362—1388).
- Джованни де Донди — врач и пионер в искусстве дизайна часов.
- Иван Асень V — второй сын болгарского царя Ивана Александра; убит турками.
- Кутлуг-туркан ага — старшая сестра Тимура.
- Сальвестро Медичи  — флорентийский политический деятель, глава банковского дома Медичи. Сторонник пополанской группировки, поддерживал военную балию. «Рыцарь народа» гонфалоньер справедливости с 1378 года.  Умер в изгнании.
- Никколо ди Бонаккорсо — итальянский художник, сиенская школа.
- Оттон VI — граф Текленбург-Иббенбюрена, Лингена и Клоппенбурга (1367—1388), администратор епископства Оснабрюк (1373—1379).
- Бенвенуто Рамбальди да Имола — итальянский учёный, гуманист, историк, педагог.
- Усхал-хан — Великий хан Северной Юань; убит в бою на реке Тол Дзоригту-хаганом из рода Ариг-Буги.
- Франческо Цорци — маркиз Бодоницы (1358—1388).
- Чао Тхонг Лан — король Аютии (1388)
- Чхве Ён — корейский военачальник.
- Эмери VI — виконт Нарбонна (1341—1388), адмирал Франции (1369—1373)